# Chalinolobus morio
Chalinolobus morio е вид бозайник от семейство Гладконоси прилепи (Vespertilionidae).

## Разпространение
Видът е разпространен в Австралия.